# Dossenus guapore
Dossenus guapore là một loài nhện trong họ Trechaleidae.
Loài này thuộc chi Dossenus. Dossenus guapore được E. L. C. Silva, A. A. Lise và J. E. Carico miêu tả năm 2007.